# 우부르항가이주

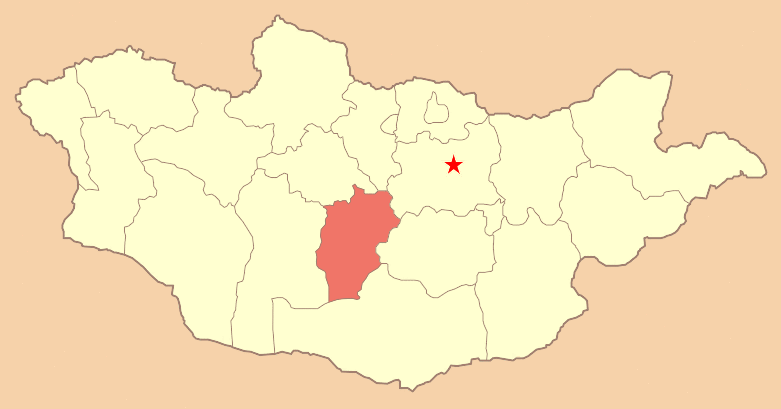
우부르항가이 주의 위치

우브르항가이주(몽골어: Өвөрхангай)는 몽골 남부에 위치한 주로 주도는 아르바이헤르이며 면적은 62,895.33km2, 인구는 101,314명(2011년 기준)이다. 주 이름은 몽골어로 "항가이산맥 앞쪽"을 뜻한다.